# Ferran Solé
Ferran Solé (født 25. august 1992 i Sant Quirze, Spanien) er en spansk håndboldspiller som spiller for Fenix Toulouse Handball og Spaniens herrehåndboldlandshold.
Han deltog under EM i håndbold 2018 i Kroatien, hvor han vandt guld med Spanien.